# Joiceya praeclarus
Joiceya praeclarus là một loài loài bướm thuộc họ Lycaenidae. Nó là đại diện duy nhất của chi Joiceya. Đây là loài đặc hữu của Brasil.